# Jennifer Hasty
Jennifer Hasty (* 4. April 1973 in Kalifornien als Jennifer McGoldrick) ist eine US-amerikanische Schauspielerin.

## Werdegang
Jennifer Hasty ist seit 2005 als Schauspielerin aktiv. Sie war bisher vor allem als Gastdarstellerin in Serien, wie Criminal Minds, Bones – Die Knochenjägerin oder Breaking Bad zu sehen. Hinzu kommen einige wiederkehrende Rollen, wie in True Blood oder New in Paradise. Außerdem spielte sie eine kleine Rolle in Kill the Boss aus dem Jahre 2011.

## Filmografie (Auswahl)
- 2005: George Lopez (Fernsehserie, Episode 4x17)
- 2006: The Unit – Eine Frage der Ehre (The Unit, Fernsehserie, Episode 2x10)
- 2008: Bones – Die Knochenjägerin (Bones, Fernsehserie, Episode 3x14)
- 2008–2012: True Blood (Fernsehserie, 3 Episoden)
- 2009: Das Büro (The Office, Fernsehserie, Episode 6x08)
- 2010: Criminal Minds (Fernsehserie, Episode 5x12)
- 2010: Parks and Recreation (Fernsehserie, Episode 2x14)
- 2010: Beginners
- 2011: Meine Schwester Charlie (Good Luck Charlie, Fernsehserie, Episode 1x26)
- 2011: Kill the Boss
- 2011: Breaking Bad (Fernsehserie, Episode 4x03)
- 2011–2012: Raising Hope (Fernsehserie, 2 Episoden)
- 2012: Private Practice (Fernsehserie, Episode 6x06)
- 2012–2013: New in Paradise (Fernsehserie, 6 Episoden)
- 2013: Workaholics (Fernsehserie, Episode 3x17)
- 2013: Rizzoli & Isles (Fernsehserie, Episode 4x08)
- 2013: Mike & Molly (Fernsehserie, Episode 4x02)
- 2014: Selfie (Fernsehserie, 8 Episoden)
- 2015: Mad Men (Fernsehserie, Episode 7x12)
- 2015: Transparent (Fernsehserie, Episode 2x04)
- 2015–2017: Fresh Off the Boat (Fernsehserie, 2 Episoden)
- 2016: Better Call Saul (Fernsehserie, Episode 2x07)
- 2018: 9-1-1: Notruf L.A. (9-1-1, Fernsehserie, Episode 1x03)
- 2018–2020: Bosch (Fernsehserie, 4 Episoden)
- 2019: For the People (Fernsehserie, Episode 2x03)
- 2021: A Hard Problem